# Rectipilus confertus
Rectipilus confertus är en svampart som först beskrevs av Edward Angus Burt, och fick sitt nu gällande namn av Agerer 1973. Rectipilus confertus ingår i släktet Rectipilus och familjen Marasmiaceae.   Inga underarter finns listade i Catalogue of Life.